# Pterocolus minutus
Pterocolus minutus is een keversoort uit de familie Rhynchitidae. De wetenschappelijke naam van de soort is voor het eerst geldig gepubliceerd in 1998 door Hamilton.